# Gene Davis (Schauspieler)
Eugene M. „Gene“ Davis (* 27. Januar 1952 in Tallahassee, Florida) ist ein US-amerikanischer Schauspieler.

## Leben
Sein Bruder Brad Davis (1949–1991) war ebenfalls als Schauspieler tätig.
Gene Davis besuchte die Neighborhood Playhouse School of Theatre, wo er bei Sanford Meisner die Schauspielerei erlernte. Davis begann seine Karriere im Theater in New York City. Ab der Mitte der 1970er Jahre war er auch in verschiedenen Film- und Fernsehproduktionen zu sehen.
Gemeinsam mit Penny Perry gründete er später das Produktionsunternehmen Rocking Horse Productions.
Seine 1980 geborene Tochter Brooke Davis war ebenfalls als Schauspielerin tätig.

## Filmografie (Auswahl)
- 1977: Kojak – Einsatz in Manhattan (Kojak, Fernsehserie, 1 Episode)
- 1978: What Really Happened to the Class of '65? (Fernsehserie, 1 Episode)
- 1978–1979: Detektiv Rockford – Anruf genügt (The Rockford Files, Fernsehserie, 2 Episoden)
- 1979: The Alien Encounters (Fernsehfilm)
- 1980: Cruising
- 1980: Night Games
- 1981: CHiPs (Fernsehserie, 1 Episode)
- 1983: Ein Mann wie Dynamit (10 to Midnight)
- 1985: Matt Houston (Fernsehserie, 1 Episode)
- 1986: Hitcher, der Highway Killer (The Hitcher)
- 1987: Tales from the Hollywood Hills: A Table at Ciro's (Fernsehfilm)
- 1988: Black Eagle
- 1988: Das Gesetz ist der Tod (Messenger of Death)
- 1988: War and Remembrance (Miniserie)
- 1988: Red End
- 1990: Columbo: Schleichendes Gift (Uneasy Lies the Crown, Fernsehreihe)
- 1992: Universal Soldier
- 1992: Stay Tuned
- 1997: Das Relikt (The Relic)
- 2000: Nostradamus
- 2002: Santa, Jr. (Fernsehfilm)
- 2003: Fear X – Im Angesicht der Angst (Fear X)
- 2004: Liebe zum Dessert (Just Desserts, Fernsehfilm)
- 2005: Annie's Point (Fernsehfilm)
- 2005: McBride: It's Murder, Madam (Fernsehfilm)
- 2005: Gone But Not Forgotten (Fernsehfilm)
- 2005: Detective (Fernsehfilm)
- 2006: Hidden Places (Fernsehfilm)
- 2008: Shark Swarm – Angriff der Haie (Shark Swarm, Fernsehfilm)
- 2009: Meteoriten – Apokalypse aus dem All (Meteor, Fernsehzweiteiler)
- 2010: After the Fall (Fernsehfilm)